# اموند جروندل يانسن
اموند جروندل يانسن (بالنرويجية: Amund Grøndahl Jansen)‏ (و. 1994  م) هو راكب دراجة هوائية نرويجي، ولد في نيس، آكرشوس، شارك في طواف فرنسا 2018، وطواف فرنسا 2019.

## سجل الفوز

### سباقات أو مراحل فاز بها
| التاريخ        | السباق                                                        | المركز                  |
| -------------- | ------------------------------------------------------------- | ----------------------- |
| 25 مايو 2014   | طواف النرويج 2014                                             | الأول في تصنيف الجبال   |
| 09 أبريل 2016  | روند فان فلانديرن بيلوفتن 2016                                | الرابع في التصنيف العام |
| 16 أبريل 2016  | زي إل إم تور 2016                                             | الفائز في التصنيف العام |
| 19 يونيو 2016  | سباق الطريق تحت 23 في بطولة النرويج لسباق الدراجات 2016       | الفائز في التصنيف العام |
| 23 يونيو 2016  | سباق الطريق ضد الساعة للرجال تحت 23 سنة في بطولة النرويج 2016 |                         |
| 27 أغسطس 2016  | تور دي أفينير 2016                                            | الثاني في تصنيف النقاط  |
| 23 أغسطس 2017  | دريفينكويرز أوفيريجز 2017                                     |                         |
| 27 أغسطس 2017  | شال سيلس مركسم 2017                                           | الرابع في التصنيف العام |
| 16 سبتمبر 2017 | غران بريميو إمبانيس-فان بيتيجيم 2017                          | الثامن في التصنيف العام |
| 01 أكتوبر 2017 | سباق يوروميتروبول 2017                                        | العاشر في التصنيف العام |
| 03 أكتوبر 2017 | بينشي-شيمي-بينشي 2017                                         | الخامس في التصنيف العام |
| 23 سبتمبر 2018 | جوويكس بيجل 2018                                              |                         |

## روابط خارجية
- اموند جروندل يانسن على موقع الاتحاد الدولي للدراجات (الإنجليزية)
- اموند جروندل يانسن على موقع أرشيف الدراجات (الإنجليزية)
- اموند جروندل يانسن على موقع إحصائيات الدراجات الإحترافية (الإنجليزية)
- اموند جروندل يانسن على موقع نسبة الدراجات (الإنجليزية)
- اموند جروندل يانسن على موقع CycleBase (الإنجليزية)